# Malmyzhia
Malmyzhia – wymarły rodzaj owadów z rzędu świerszczokaraczanów i rodziny Atactophlebiidae, obejmujący tylko jeden znany gatunek: Malmyzhia kazanica.
Rodzaj i gatunek opisany został w 2015 roku przez Daniła Aristowa. Opisu dokonano na podstawie pojedynczej skamieniałości przedniego skrzydła, odnalezionej na terenie rejonu małmyżskiego w Rosji i pochodzącej z piętra górnego kazanianu w środkowym permie.
Owad ten miał przednie skrzydło długości około 20 mm, o lekko wypukłym w części odsiebnej przednim brzegu i wąskim polu przedradialnym. Jego użyłkowanie charakteryzowała zakończona przed środkiem skrzydła żyłka subkostalna, biorący początek w nasadowej ćwiartce skrzydła sektor radialny i rozgałęziająca się za jego nasadą żyłka medialna, której przednia odnoga miała jedno rozwidlenie, a tylna 5 odzgałęzień. Przednia żyłka kubitalna miała z tyłu 7 odgałęzień, z których odsiebne miało formę grzebieniastą.